# توماس ماكي باين
توماس ماكي باين هو محامي وسياسي أمريكي، ولد في 14 يونيو 1836 في بيليفو في الولايات المتحدة، وتوفي في 16 يونيو 1894 في واشنطن العاصمة في الولايات المتحدة. نشط حزبياً في الحزب الجمهوري. وقد انتخب عضو مجلس النواب الأمريكي ‏.